# Robert Arthur (Autor)

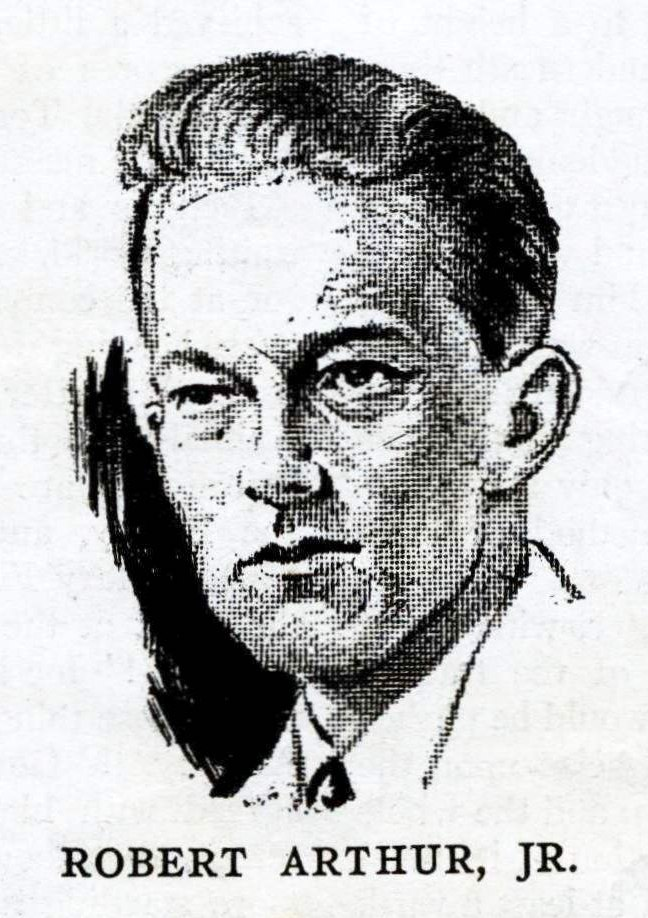
Porträt (1931)

Robert Arthur (* 10. November 1909 in Fort Mills auf der Insel Corregidor, Philippinen; † 2. Mai 1969 in Philadelphia, Pennsylvania) war ein US-amerikanischer Autor und Journalist. Bekannt wurde er vor allem als Schöpfer der Jugend-Detektivserie The Three Investigators, im deutschsprachigen Raum besser bekannt als Die drei ???.

## Leben
Arthurs Vater Robert war Leutnant in der United States Army, seine Mutter Sarah Fee kam aus New Orleans. Er hatte einen jüngeren Bruder, John. Er studierte Englisch an der Universität von Michigan (Ann Arbor), wo er 1930 seinen Bachelor machte und 1932 einen Master-Grad in Journalismus erwarb. Anschließend zog er nach New York.
Hier begann er, für Pulp-Magazine zu schreiben; zwischen 1935 und 1941 erfand er das Pocket Detective Magazine. In erster Ehe war er von 1938 bis 1940 mit der Hörspielsprecherin Susan Smith Cleveland verheiratet. Von 1944 bis 1952 produzierte er The Mysterious Traveller und Adventure Into Fear, wöchentliche Radiosendungen. 1946 heiratete er seine zweite Frau Joan Vaczek; das Paar zog nach Sharon (Connecticut) und später Yorktown Heights (New York), wo auch der Sohn Robert Andrew (* 1948) und die Tochter Elizabeth Ann (* 1953) aufwuchsen. 1950 und 1953 wurde Arthur mit dem Edgar in der Kategorie Best Radio Drama von der Vereinigung amerikanischer Krimi-Autoren, den Mystery Writers of America, ausgezeichnet. In der McCarthy-Ära kam seine schriftstellerische Tätigkeit für den Hörfunk zum Erliegen, doch war er weiter als Co-Produzent tätig und schrieb für Pulp-Magazine.
Nach der Scheidung von seiner zweiten Ehefrau zog er 1959 nach Hollywood und schrieb Drehbücher für Fernsehserien wie The Twilight Zone und war als Redakteur und Skriptautor für Alfred Hitchcocks TV-Serie Alfred Hitchcock Presents tätig. 1962 zog er wieder an die Ostküste nach Cape May, wo er bis zu seinem Tod lebte. Vom Verlag Random House wurde Arthur 1961 als Redakteur für eine Hitchcock-Kriminalanthologie angelehnt an die TV-Serie Alfred Hitchcock Presents (kurz: AHP) engagiert. Unter seiner Leitung erschienen die Kurzgeschichtenbände AHP: Stories For Late At Night (1961), AHP: Stories My Mother Never Told Me (1963), AHP: Stories Not For The Nervous (1965), AHP: Stories That Scared Even Me (1967) und AHP: Stories They Wouldn’t Let Me Do On TV (1968). In jedem Band war mindestens eine Geschichte von Arthur enthalten sowie ein Vorwort, welches er im Namen Hitchcocks verfasst hat. Parallel dazu veröffentlichte er weitere Kurzgeschichtenbände, die sich an Kinder- und Jugendliche richteten.

### Alfred Hitchcock und die drei???

Logo der Serie Die drei ???

Aufgrund seiner Tätigkeit als Redakteur, Skriptautor und seinem beruflichen Kontakt zu Alfred Hitchcock kam ihm 1963 die Idee einer eigenen Krimiserie für Kinder und Jugendliche. Unter dem Titel Alfred Hitchcock and The Three Investigators erschien bei Random House 1964 die erste Folge: The Secret of Terror Castle (im Deutschen als Die drei ??? und das Gespensterschloss bekannt). Um einen langfristigen Erfolg der Serie zu sichern, warb Arthur mit dem Namen Hitchcocks. Arthur wollte mit seinen Kriminalgeschichten eine Alternative zu der damaligen populären Jugendserie Hardy Boys schaffen. Im deutschsprachigen Raum ist die Serie unter dem Titel Die drei ??? bekannt. Die Serie erlangte vor allem durch ihre deutsche Hörspielumsetzung Kultstatus und wird bis heute von unterschiedlichen deutschsprachigen Autoren fortgesetzt.
Um das Erbe Arthurs wurde zwischen 2005 und 2008 in Deutschland ein Rechtsstreit mit den Kindern Arthurs und den deutschen Lizenznehmern der Serie Die drei ???, im Konkreten dem Kosmos-Verlag (Buch) und dem Label Europa (Hörspiel) ausgetragen. In einem Urteil gegen eine einstweilige Verfügung des Labels Europa an der Publikation zweier Romane der drei ??? vom Kosmos-Verlag sah das Oberlandesgericht Düsseldorf es als erwiesen an, dass die Universität von Michigan rechtmäßiger Erbe an den Werken Arthurs sei. Dies gehe aus seinem Testament eindeutig hervor. Grundsätzlich sei jedoch noch zu klären, inwieweit Audionutzungsrechte übertragen worden sind. Die beteiligten Parteien einigten sich schlussendlich außergerichtlich auf die Fortführung der Serie in Deutschland (Weitere Informationen zum Rechtsstreit).

## Werke
Die zehn von Robert Arthur geschriebenen Bände der Reihe Alfred Hitchcock and The Three Investigators:
| Jahr | Original-Titel                        | Deutsche Übersetzung          |
| ---- | ------------------------------------- | ----------------------------- |
| 1964 | The Secret of Terror Castle           | …und das Gespensterschloss    |
| 1964 | The Mystery of the Stuttering Parrot  | …und der Super-Papagei        |
| 1965 | The Mystery of the Whispering Mummy   | …und die flüsternde Mumie     |
| 1965 | The Mystery of the Green Ghost        | …und der grüne Geist          |
| 1966 | The Mystery of the Vanishing Treasure | …und der verschwundene Schatz |
| 1966 | The Secret of Skeleton Island         | …und die Geisterinsel         |
| 1967 | The Mystery of the Fiery Eye          | …und der Fluch des Rubins     |
| 1967 | The Mystery of the Silver Spider      | …und die silberne Spinne      |
| 1968 | The Mystery of the Screaming Clock    | …und der seltsame Wecker      |
| 1969 | The Mystery of the Talking Skull      | …und der sprechende Totenkopf |

Redaktionelle Betreuung der Erwachsenen-Buchreihe Alfred Hitchcock Presents:
- Stories For Late At Night (1961)
- Stories My Mother Never Told Me (1963)
- Stories Not For The Nervous (1965)
- Stories That Scared Even Me (1967)
- Stories They Wouldn’t Let Me Do On TV (1968)

Redaktionelle Betreuung der Jugend-Buchreihe von Alfred Hitchcock:
- Alfred Hitchcock’s Haunted Houseful (1961)
- Alfred Hitchcock’s Ghostly Gallery (1962)
- Alfred Hitchcock’s Solve them yourself Mysteries (1963)[Anm. 1]
- Alfred Hitchcock’s Monster Museum (1965)
- Alfred Hitchcock’s Sinister Spies (1966)
- Alfred Hitchcock’s Spellbinders in Suspense (1967)

Redaktionelle Betreuung weiterer Kurzgeschichtenbände für Jugendliche, veröffentlicht unter eigenem Namen:
- Davy Jones Haunted Locker (1965)
- Spies and More Spies (1967)
- Thrillers and More Thrillers (1968)

Von Robert Arthur geschriebene Kurzgeschichtenbände:
- Ghosts and More Ghosts (1963), dt.: Geister, die ich rief (Boje-Verlag 1970)
- Mystery and More Mystery (1966)

Anmerkungen:
1. ↑  In Deutschland zunächst unter dem Titel Alfred Hitchcock – Wer war der Täter? 1966 in einer Übersetzung von Leonore Puschert erschienen, 1975 unter dem Titel Hitchcock’s Krimi-Box – Jugendkrimis zum Selberlösen in einer Cover-Gestaltung von Aiga Rasch erschienen. Die Übersetzung der Kurzgeschichte The Mystery of the three blind Mice fehlt in beiden Veröffentlichungen. Alle Geschichten sowie das Vorwort und Hitchcocks zwischengeschobene Kommentare sind von Rober Arthur verfasst worden. Mit Ausnahme der Geschichte The Five sinister Thefts, die aber von ihm ediert und bearbeitet wurde. In Alfred Hitchcock and The Three Investigators in The Mystery of the Silver Spider nimmt Justus direkten Bezug auf dieses Buch und die Kurzgeschichte The Mystery of the Man Who Evaporated. Die Idee mit den fiktiven Kommentaren Hitchcocks gefiel der Übersetzerin Puschert so gut, dass sie diese später als Fingerzeige in die Die drei ???-Bücherserie mit einfliessen lassen hat.